# 竹内憲司
竹内 憲司（たけうち けんじ、1969年 - ）は、日本の経済学者。京都大学大学院地球環境学堂教授。

## 人物・経歴
大阪府出身。1992年広島大学総合科学部総合科学科卒業。1997年京都大学大学院経済学研究科修了、博士（経済学）。明治大学短期大学経済科助手、同専任講師、神戸大学大学院経済学研究科准教授、同教授を経て、京都大学大学院地球環境学堂教授、環境経済・政策学会理事。環境経済・政策学会学術賞、環境科学会奨励賞、三井住友海上福祉財団賞受賞。

## 著作

### 著書
- 『環境評価の政策利用 : CVMとトラベルコスト法の有効性』勁草書房 1999年

### 編書
- 『環境評価ワークショップ : 評価手法の現状』（鷲田豊明, 栗山浩一と共編）築地書館 1999年

### 翻訳
- 『裏切られた発展 : 進歩の終わりと未来への共進化ビジョン』勁草書房 2003年
- 『入門廃棄物の経済学』（石川雅紀と共訳）東洋経済新報社 2005年